# Araputanga
Araputanga är en kommun i Brasilien.   Den ligger i delstaten Mato Grosso, i den centrala delen av landet, 1 100 km väster om huvudstaden Brasília. Antalet invånare är 15 387.
Omgivningarna runt Araputanga är huvudsakligen savann. Runt Araputanga är det glesbefolkat, med 8 invånare per kvadratkilometer.